# Илестедт, Аманда
Аманда Илестедт (швед. Amanda Ilestedt; род. 17 января 1993, Сёльвесборг, Блекинге) — шведская футболистка, защитник клуба «Арсенал» и национальной сборной Швеции.

## Клубная карьера
Аманда Илестедт начинала свою карьеру футболистки, выступая за резервную команду клуба «Мальмё». В середине 2009 года она перешла в «Карлскрону». Следующим клубом в её карьере стал «Русенгорд», с которым она четыре раза выигрывала национальное первенство и трижды становилась обладательницей Суперкубка Швеции. Перед стартом сезона 2017/2018 Аманда Илестедт перешла в немецкий «Турбине» из Потсдама. 27 июня 2023 года «Арсенал» объявил о подписании контракта с Илестедт.

## Международная карьера
Аманда Илестедт дебютировала за главную женскую сборную Швеции в победном матче (4:1) против команды Англии 4 июля 2013 года.
Главный тренер национальной команды Пиа Сундхаге вызвала её для участия на домашнем чемпионате Европы 2013 года, где шведки уступили в полуфинале. Илестедт также сыграла на чемпионате мира 2015 года в Канаде, где её команда проиграла немкам в 1/8 финала.

### Голы за сборную
| № | Дата             | Место                          | Соперник          | Счёт | Результат | Турнир                  |
| - | ---------------- | ------------------------------ | ----------------- | ---- | --------- | ----------------------- |
| 1 | 31 октября 2013  | Гамла Уллеви, Гётеборг, Швеция | Фарерские острова | 2—0  | 5—0       | Квалификация на ЧМ 2015 |
| 2 | 2 июня 2016      | Стадион ЛКС, Лодзь, Польша     | Польша            | 1—0  | 4—0       | Квалификация на ЧЕ 2017 |
| 3 | 3 сентября 2019  | Даугава, Лиепая, Латвия        | Латвия            | 2—1  | 4—1       | Квалификация на ЧЕ 2022 |
| 4 | 17 сентября 2020 | Гамла Уллеви, Гётеборг, Швеция | Венгрия           | 6—0  | 8—0       | Квалификация на ЧЕ 2022 |
| 5 | 30 ноября 2021   | Мальмё, Мальмё, Швеция         | Словакия          | 3—0  | 3—0       | Квалификация на ЧМ 2023 |

## Личная жизнь
Оливер Экман-Ларссон, игрок Национальной хоккейной лиги (NHL) является её двоюродным братом. А братом её деда был Свен Тумба-Юханссон, профессионально занимавшийся хоккеем с шайбой, футболом и гольфом.

## Достижения

### Клубные
«Русенгорд'»
- Чемпион Швеции (4): 2010, 2011, 2013, 2014
- Обладатель Суперкубка Швеции (3): 2011, 2012, 2015

«Арсенал»
- Кубок женской лиги Англии: 2023/2024
- Победительница Лиги чемпионов УЕФА (1): 2024/2025

### Международные
Швеция
- Чемпион Европы среди девушек до 19 лет: 2012